# 河内市の地名
本項河内市の地名（かわちしのちめい）では、大阪府河内市（現・東大阪市中部）の町名や大字名を中心に、本市の成立から廃止されるまでの期間における、地名の変遷について記述する。

## 町字名の変遷
河内市は1955年（昭和30年）、中河内郡玉川町・英田村・三野郷村・若江村・盾津町が合併することにより、42大字で成立した。

### 成立当初の町字名
旧英田村
- 松原
- 水走
- 吉田
- 吉田春日
- 吉田北池ノ端
- 吉田島之内
- 吉田船場
- 吉田札場
- 吉田南池之端

旧盾津町
- 今米
- 加納
- 川中
- 鴻池
- 新庄
- 中新開
- 中野
- 本庄
- 三島
- 箕輪
- 横枕
- 吉原

旧玉川町
- 稲葉
- 岩田（1966年廃止）
- 瓜生堂（1966年廃止）
- 西岩田（1966年廃止）
- 菱江（1967年廃止）

旧三野郷村
- 市場（1967年廃止）
- 上之島（1961年八尾市に編入）
- 玉井（1967年廃止）
- 福万寺（1961年八尾市に編入）

旧若江村
- 鏡通（1966年廃止）
- 菊水通（1966年廃止）
- 木村通（1966年廃止）
- 巨摩橋通（1966年廃止）
- 桜橋通（1966年廃止）
- 新町通（1966年廃止）
- 常盤通（1966年廃止）
- 宮後通（1966年廃止）
- 薬師橋通（1966年廃止）
- 若江北（1966年廃止）
- 若江南（1966年廃止）
- 若松通（1966年廃止）

### 町字の設置
1966年（昭和41年）
- 稲葉1 - 4丁目（稲葉・吉田の各一部より）
- 岩田町1 - 6丁目（岩田・若江北・瓜生堂・稲葉・西岩田の各一部より）
- 瓜生堂1 - 3丁目（若松通と岩田・西岩田・常盤通・新町通・桜橋通・瓜生堂の各一部より）
- 玉串町西1 - 3丁目（若江北・若江南の各一部より）
- 西岩田1 - 4丁目（岩田・西岩田・瓜生堂の各一部より）
- 花園西町1 - 2丁目（岩田・若江北の各一部より）
- 若江北町1 - 3丁目（瓜生堂2丁目・桜橋通・菊水通・宮後橋通・若江北・若江南・巨摩橋通・薬師橋通の各一部より）
- 若江西新町1 - 5丁目（瓜生堂3丁目・桜橋通・菊水通・宮後橋通・薬師橋通・巨摩橋通・木村通・鏡通・若江南の各一部より）
- 若江東町1 - 6丁目（若江北・若江南の各一部より）
- 若江本町1 - 4丁目（若江北・若江南・桜橋通・菊水通・宮後橋通・巨摩橋通の各一部より）
- 若江南町1 - 5丁目（若江南・巨摩橋通・木村通・鏡通の各一部より）

1967年（昭和42年）、布施市・枚岡市と合併し、河内市廃止。新設の東大阪市の一部となる。

## 参考資料
- 角川日本地名大辞典 27 大阪府（1983年、角川書店）